# Ithycythara chechoi
Ithycythara chechoi is een slakkensoort uit de familie van de Mangeliidae. De wetenschappelijke naam van de soort is voor het eerst geldig gepubliceerd in 2004 door Espinosa & Ortea.